# Call of Duty: World at War
Call of Duty: World at War é um jogo eletrônico de tiro em primeira pessoa de 2008 desenvolvido pela Treyarch e publicado pela Activision. Foi lançado para Microsoft Windows, Xbox 360, PlayStation 3 e Wii. É o quinto título principal da franquia Call of Duty, retornando ao cenário da Segunda Guerra Mundial que marcou os primeiros jogos da série. Foi lançado na América do Norte em 11 de novembro de 2008 e na Europa em 14 de novembro. Uma versão para Windows Mobile foi lançada pela Glu Mobile e versões com enredos alternativos disponibilizadas para Nintendo DS e PlayStation 2.
A história marca o início da subsérie Black Ops e foca-se nas frentes do Pacífico e da Europa Oriental da Segunda Guerra Mundial. A campanha é narrada a partir da perspectiva do fuzileiro naval C. Miller, do soldado do Exército Vermelho Dimitri Petrenko e do suboficial da Marinha Locke. O componente multijogador do jogo retém vários recursos de Call of Duty 4: Modern Warfare (2007), como os sistemas de nivelamento, "perk" e "killstreak". Além disso, World at War marcou a estreia do modo Zombies, que se tornaria um pilar nos jogos Call of Duty subsequentes da Treyarch.
O jogo é baseado em uma versão melhorada do motor IW de Call of Duty 4: Modern Warfare com maior desenvolvimento em efeitos de áudio e visuais. A Treyarch utilizou o mecanismo para tornar mais partes de certos ambientes destrutíveis e introduzir desmembramento e queimaduras realistas em modelos de personagens. O jogo foi anunciado pela Activision em 23 de junho de 2008. O desenvolvimento de World at War levou dois anos e começou após o lançamento do título anterior da Treyarch, Call of Duty 3, que também foi ambientado na Segunda Guerra Mundial.
O jogo foi o mais vendido de novembro de 2008 nos Estados Unidos, alcançando a marca de 1,41 milhão de cópias. No Reino Unido, vendeu o dobro de cópias de Call of Duty 4: Modern Warfare em sua primeira semana de lançamento, tornando-se o terceiro jogo eletrônico mais vendido em termos de tempo. Também foi um sucesso comercial, vendendo 3 milhões de cópias nos Estados Unidos nos primeiros dois meses de seu lançamento, tornando-se um dos títulos mais vendidos de 2008. Call of Duty: World at War recebeu críticas positivas dos críticos, com elogios direcionados à sua atmosfera sombria, intensidade e natureza brutal, embora tenha recebido críticas por sua falta de inovação na série. A versão de Xbox 360 de World at War tornou-se compatível com o Xbox One em setembro de 2016.

## Jogabilidade

### Perspectiva geral
Call of Duty: World at War apresenta uma temática mais adulta em comparação a seus predecessores, com uma abordagem mais crua e realista da guerra, incluindo incinerações por fogo, mutilações e desmembramentos. O jogo é também mais aberto, pois existem diversas maneiras de se completar um objetivo. A jogabilidade de World at War apresenta diversas semelhanças com os lançamentos anteriores da série. Os jogadores atuam em conjunto com equipes de soldados controlados por inteligência artificial. Eles auxiliam nas missões providenciando fogo de cobertura, abatendo inimigos e vasculhando cômodos à procura de presença inimiga. Um recurso apresentado pela primeira vez em Call of Duty 4: Modern Warfare inclui certos momentos da campanha em que cães atacarão o jogador corpo a corpo. O jogador pode se esquivar e revidar estes ataques quando uma pequena cena de ação em tempo real se inicia, onde o cão tentará matar o jogador e um comando na tela exigirá que o mesmo pressione um determinado botão para revidar o ataque e sobreviver. Este recurso agora também se aplica aos soldados inimigos que avançam em direção ao jogador. O jogo também inclui a tática militar japonesa real conhecida como carga banzai, que inclui inimigos (alguns camuflados) cobrando em direção ao jogador a fim de mata-lo corpo a corpo – o que geralmente desencadeia as cenas de ação em tempo real.
O retorno do jogo aos conflitos da Segunda Guerra Mundial reintroduz armas e tecnologias mostradas nas primeiras edições da franquia Call of Duty, incluindo a submetralhadora Thompson, o rifle Mosin-Nagant, o rifle semiautomático M1 Garand e o lança-foguetes Panzerschreck. Lança-chamas, baionetas e coquetéis molotov são armas incluídas pela primeira vez na série. A abordagem do jogo a Guerra do Pacífico introduz pela primeira vez na série armas de origem japonesa, como o rifle Arisaka e a submetralhadora Type 100. O jogador ganha acesso a elas com o avançar do jogo mas, além das granadas de mão e fumaça, pode carregar apenas dois armamentos. Armas de inimigos abatidos podem ser usadas em substituição àquelas no arsenal do jogador. É possível também encontrar armas com itens adicionais, como rifles equipados com lança-granadas e miras telescópicas.
A campanha single player inclui treze "cartas da morte" ocultas, uma em cada fase, e ao recolher todas, trapaças no módulo cooperativo são destravadas, tais como redução na resistência do inimigo e o "modo paintball".

## Sinopse

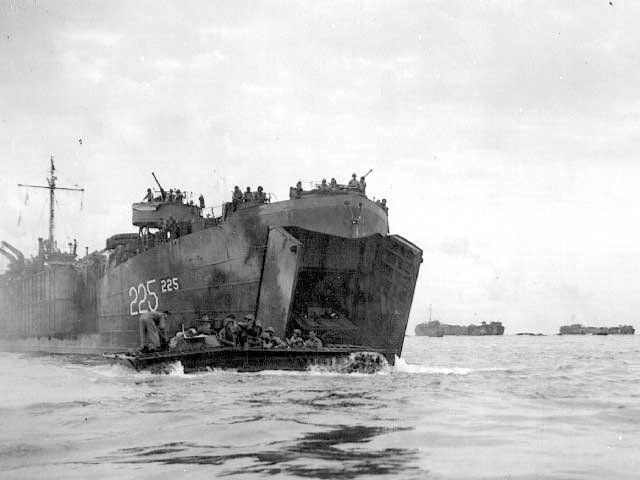
Call of Duty: World at War é o primeiro jogo da série a representar a Guerra do Pacífico da Segunda Guerra Mundial. Entre as batalhas retratadas, destacam-se o Ataque à Ilha de Makin e a Batalha de Peleliu.

### Personagens
Durante a campanha, o jogador controla três personagens de uma perspectiva de primeira pessoa. O jogador primeiro assume o papel do soldado de primeira classe C. Miller dos Marine Raiders, mais tarde da 1ª Divisão de Fuzileiros Navais dos Estados Unidos na Guerra do Pacífico. Personagens de apoio incluem o cabo/sargento Roebuck (dublado por Kiefer Sutherland), o sargento Tom Sullivan (dublado por Chris Fries) e o soldado Polonsky (dublado por Aaron Stanford). Na campanha russa, o jogador assume o papel do soldado Dimitri Petrenko, o segundo personagem jogável, que luta na Frente Oriental com o sargento Viktor Reznov (dublado por Gary Oldman). Mais tarde, eles são acompanhados por um terceiro personagem, o soldado Chernov (dublado por Craig Houston), que registra suas experiências em um diário e atua como uma voz da razão durante toda a campanha soviética, regularmente expressando choque e desaprovação com os massacres vingativos que testemunha durante a guerra. Dimitri e Reznov inicialmente fazem parte da 62ª Divisão de Rifles do Exército Vermelho em Stalingrado, mais tarde, eles juntamente com Chernov são parte da 150ª Divisão de Rifles 'Idritskaya' do 3º Exército de Choque, sob o comando do Comissário Markhov (voz de Dimitri Diatchenko) durante a Batalha de Berlim. O terceiro personagem jogável na campanha é o suboficial Locke da Marinha dos Estados Unidos, um artilheiro de um PBY Catalina no estágio final da Guerra do Pacífico. O jogador assume o papel de Locke somente na missão "Black Cats", durante a campanha solo. Alguns personagens de World at War são referenciados em jogos posteriores da franquia e outros, como Reznov e Dimitri, reaparecem como personagens importantes na sequência – Call of Duty: Black Ops.

### Enredo
Uma breve cutscene inicial mostrando o globo destaca alguns eventos que levaram a Segunda Guerra Mundial; a conquista da Europa pela Alemanha Nazista, a expansão territorial do Japão Imperial na Manchúria e seus crimes de guerra na Indochina e em Nanquim, o embargo dos Estados Unidos ao Japão, o Ataque a Pearl Harbor, o discurso da infâmia do presidente Franklin D. Roosevelt durante a declaração de guerra ao Japão, e a consequente entrada dos Estados Unidos na guerra e seu esforço na produção militar e na convocação de seus cidadãos para o conflito global.

#### Campanha americana
A campanha americana começa no Pacífico Sul, no Atol de Makin, em 17 de agosto de 1942. O fuzileiro americano C. Miller que fazia parte de um grupo de reconhecimento de elite do 2º Batalhão dos Marine Raiders (Raiders de Carlson) está desaparecido em ação e foi capturado por soldados japoneses. Ele testemunha a tortura e a execução cruel de sua equipe e está prestes a ser executado quando finalmente é resgatado por um esquadrão de marines liderados pelo cabo Roebuck e pelo sargento Tom Sullivan. O Ataque à Ilha de Makin é retratado no processo, os fuzileiros remanescentes do esquadrão de resgate enfrentam os japoneses destruindo instalações pelo atol. Miller e Roebuck são encarregados de plantar explosivos em um bunker de munição. Durante a corrida para os botes, uma granada deixa Miller em estado de choque, sendo ferido e quase morto por um soldado japonês enquanto recuava para fora da ilha, mas é salvo pelo sargento Sullivan. Os fuzileiros remanescentes conseguem destruir o bunker de munição e Miller é evacuado com sucesso juntamente com a sua equipe.
Dois anos mais tarde, após inúmeros eventos da Guerra do Pacífico apresentados em uma cutscene, como a Batalha de Midway, a Campanha de Guadalcanal e a Campanha de Bougainville, o esquadrão de Miller – agora parte da 1ª Divisão de Fuzileiros Navais está se preparando para atacar a ilha de Peleliu, nas Ilhas Palau.
Em 15 de setembro de 1944, Miller e seu esquadrão ao lado de fuzileiros novatos como Polonsky, se preparam para desembarcar na ilha de Peleliu sob o comando do Sargento Sullivan. O LVT (Veículo Anfíbio, Sobre Rastreamento) do esquadrão de Miller deixa uma embarcação LCI (Embarcações de Desembarque de Infantaria) e é lançado para Praia Branca, mas ao chegar na costa, fica encalhado devido ao intenso fogo inimigo que vinha de uma ponta rochosa de coral em seu flanco esquerdo chamada The Point (O Ponto). A artilharia do Ponto atinge o veículo anfíbio de Miller o jogando na água, apenas para ser puxado para superfície pelo sargento Sulivan. Miller convoca uma barragem de foguetes de embarcações LCI que destrói as defesas japonesas na linha das árvores, permitindo o avanço dos fuzileiros navais na praia. Durante o avanço, eles enfrentam uma feroz resistência inimiga com casamatas, ninhos de metralhadora – um dos quais é destruído por um fuzileiro com lança-chamas, trincheiras e cargas banzai camufladas. O esquadrão de Miller avança através das linhas, eliminando a resistência japonesa, acabando por capturar um bunker inimigo. Miller destrói dois poços de morteiro e dois tanques japoneses Type 97 Chi-Ha utilizando suporte de foguetes da frota americana na costa, abrindo caminho para o campo de pouso no sul da ilha. O sargento Sullivan é fatalmente ferido por um oficial japonês com uma espada. Roebuck é promovido a sargento e líder do esquadrão de Miller após a morte de Sullivan. Roebuck e sua equipe se reúnem com os fuzileiros navais do 5º Regimento e fazem seu caminho através dos pântanos de Peleliu para tomarem o campo de pouso crucial da ilha. Durante o assalto, Miller usa um lança-chamas para incinerar um bunker inimigo e seu esquadrão elimina a resistência japonesa em um prédio em ruínas próximo ao campo aéreo. No campo de pouso, os fuzileiros cruzam a pista de aviação com apoio de tanques Sherman sob fogo pesado. O objetivo é desativar armas anti-aéreas inimigas em um complexo de bunkers que estava causando baixas aos caças americanos Corsair. Miller usa uma bazooka para destruir os tanques inimigos na pista de pouso. Os fuzileiros finalmente garantem o campo de pouso após desativarem as armas anti-aéreas e defenderem a posição de um contra-ataque inimigo do Monte Umurbrogol ao norte, visto ao fundo no final do nível.
Após tomarem o campo de pouso do inimigo, os fuzileiros navais americanos continuam abrindo caminho pelo terreno da ilha para destruir as defesas inimigas ao redor do Ponto, usando lança-chamas para incinerar trincheiras e esconderijos usados pelos japoneses e destruir seus poços de morteiros, permitindo que os tanques Sherman façam progresso. Após isso, ocorre a missão para tomar O Ponto visto no início do desembarque – um pontal de corais rochosos que formava uma pequena península de cavernas que os japoneses utilizaram a seu favor, despejando artilharia nas praias. Miller, Roebuck e sua equipe avançam pela floresta rochosa em um comboio e eliminam as defesas anti-tanque inimigas. No final do nível, os marines limpam as cavernas da fortaleza e tomam a artilharia do Ponto após ferozes combates com apoio de um M4 Sherman equipado com lança-chamas.
Após a vitória americana na Batalha de Peleliu, a Batalha de Okinawa ocorre. Em 3 de abril de 1945, um suboficial chamado Locke em um PBY Catalina participa de um ataque da marinha americana a três navios japoneses ao sul de Okinawa, replicando a Operação Ten-Go. Em seu caminho de volta a base, outro PBY Catalina codinome Hammerhead é destruído pelos Zeros japoneses, deixando Locke e sua tripulação por conta própria. A 5ª Frota dos Estados Unidos é atacada. A PBY de Locke, a única PBY perto o suficiente para ajudar, trabalha para destruir barcos de patrulha inimigos e resgatar marinheiros americanos que foram jogados nas águas do Pacífico devido aos ataques Kamikaze dos japoneses contra frota americana. Com a PBY quase completamente destruída, mais caças aliados chegam e expulsam os caças japoneses.
Na missão seguinte, o esquadrão de Miller da 1ª Divisão de Fuzileiros está no terreno de Okinawa sob chuva e lama constante. O objetivo é limpar fortificações japonesas na região montanhosa de Wana Ridge, que continham bunkers que abrigavam canhões costeiros que disparavam contra a frota. Após isso, o esquadrão avança e toma um último grande bunker bem defendido que abrigava metralhadoras e morteiros responsáveis pela perda de tanques Sherman. O esquadrão elimina a resistência dentro do bunker e os morteiros no topo. No final do nível, Miller e Roebuck ajudam um fuzileiro ferido enquanto recebem ordens de seu comandante superior Major Gordon para tomarem o Castelo de Shuri, só então seriam aliviados da linha de frente, para o desgosto de Polonsky. No final de maio, com a Batalha de Okinawa quase no fim, os fuzileiros navais realizam a ofensiva ao Castelo de Shuri. Eles esperam suprimentos e munição lançados por aeronaves aliadas que após isso, deixariam a região para reabastecer e se rearmar para então apoiarem os fuzileiros em terra, bombardeando as defesas inimigas do castelo. Enquanto isso, os fuzileiros americanos precisam avançar por conta própria. Quando Miller e seu esquadrão vão se reabastecer, eles são surpreendidos por atiradores japoneses nas árvores, cargas banzai e morteiros. Após tomarem cobertura, Miller se infiltra e elimina os oficiais inimigos em seu QG no subsolo antes de voltar a superfície. Uma vez dentro do castelo, os fuzileiros americanos lutam por cada compartimento, jardins e templos de um dos símbolos do orgulho do império japonês. Quando eles alcançam o centro do castelo, encontram soldados japoneses supostamente se rendendo. Quando Roebuck e Polonsky vão revistá-los eles revelam granadas escondidas em suas roupas, emboscando tanto Roebuck quanto Polonsky. O jogador (C. Miller) é então apresentado com a opção de salvar Roebuck ou Polonsky. Independente da escolha do jogador, um dos dois personagens emboscados irá ser morto e o outro irá sobreviver, a batalha irá prosseguir. Outros fuzileiros remanescentes chegam para reforçar a posição e empurrar os soldados japoneses em uma batalha no centro do castelo. Após algum tempo defendendo sua posição, Miller finalmente chama o suporte aéreo através do rádio contra construções do castelo que abrigavam metralhadoras japonesas. Logo após os bombardeios aéreos, os americanos finalmente tomam o Castelo de Shuri, esmagando um dos últimos pontos restantes do império nipônico no Pacífico antes do arquipélago japonês.

#### Campanha soviética
A campanha soviética ocorre na Frente Oriental. Em 17 de setembro de 1942, o Soldado Dimitri Petrenko da 62ª Divisão de Rifles do Exército Vermelho acorda em uma fonte cheia de corpos em Stalingrado após um ataque mal sucedido. As tropas alemãs executam seus camaradas ainda vivos. Quando os soldados alemães saem do local, Dimitri conhece o sargento Viktor Reznov em meio aos corpos. Reznov é um atirador que sobreviveu mas está ferido, dizendo que sua missão é matar o general nazista Heinrich Amsel, descrito por Reznov como "arquiteto da miséria em Stalingrado". Reznov atribui o papel de atirador a Dimitri. Depois de matar alguns soldados alemães nas redondezas e um duelo com um atirador inimigo, Dimitri segue Reznov através das ruínas da cidade e encontra o restante de sua unidade que está prestes a atacar o posto de comunicação do general. Durante o assalto, Dimitri fornece apoio com Reznov e ajuda o restante dos soldados do Exército Vermelho a recapturar o posto e consegue matar o general Amsel enquanto ele foge da investida soviética. Após serem descobertos pelos alemães, Dimitri e Reznov escapam.
A próxima missão na Frente Oriental ocorre dois anos depois em 1945, durante o grande avanço do Exército Vermelho para Berlim (capital do Reich). Porém, uma cutscene mostra os resultados da Operação Barbarossa e a tentativa fracassada dos alemães de capturar Moscou antes do inverno, resultando em inúmeras baixas para ambos os lados.
Durante a Batalha de Seelow em abril de 1945, Dimitri está em uma casa com soldados alemães inspecionando corpos de seus camaradas mortos. Ele é notado vivo tentando alcançar um rifle e é espancado por um dos soldados, mas é salvo quando o Exército Vermelho ataca a casa. Ele é reunido com Reznov e um novo soldado chamado Chernov, que se recusa a participar da matança vingativa promovida por Reznov e seus homens. Apesar disso, ele luta ao lado de seus camaradas e Reznov o instrui a seguir o exemplo de Dimitri. As tropas soviéticas avançam com tanques T-34 através das linhas alemãs. Eles lutam entre campos, riachos, florestas queimadas e trincheiras, e precisam lidar com tanques inimigos King Tiger em uma fazenda até chegarem a um grande acampamento alemão. Os soldados soviéticos atacam o acampamento. No final, os tanques aliados T-34 chegam para reforçar a posição e esmagar a última resistência alemã que bate em retirada. Reznov realiza um discurso de cima de um dos tanques.
Durante a marcha soviética nos portões de Berlim, Dimitri e Reznov estão em tanques T-34 quebrando as últimas linhas alemãs antes da capital. Eles enfrentam posições fortificadas inimigas, posições de artilharia e inúmeros esquadrões de panzerschreck, além de tanques King Tiger e Panthers. O tanque de Dimitri finalmente chega em uma estação de trem. As tropas soviéticas da unidade de Dimitri embarcam em um trem direto para Berlim. Quando chegam nos arredores da cidade, eles se envolvem em combates com os alemães nos subúrbios de Pankow, diante de um maciço ataque soviético de foguetes Katyusha bombardeando a capital. É iniciada a Batalha de Berlim, a última grande batalha da guerra travada na Europa. Os soldados soviéticos avançam pelas ruas com apoio de tanques, capturando um velho asilo e empurrando os alemães nas ruas com apoio de tanques. Na próxima missão, eles limpam um grupo de edifícios da presença alemã a partir do topo, chegando as ruas onde a principal força soviética de Katyushas e tanques estão lutando contra a resistência alemã. Um dos tanques T-34 dispara e desmorona um prédio com metralhadoras matando e ferindo muitos alemães que estão moribundos na rua. Os homens de Reznov executam os que ainda estão vivos em um ato de vingança. Eles chegam na entrada para a estação Berlin U-Bahn perto de Adolf-Hitler-Platz, onde três soldados alemães estão tentando se render. Chernov se recusa matar soldados rendidos mas Reznov não está disposto a negar seus homens sua vingança, dando a Dimitri a fria escolha de fuzila-los ou queimá-los vivos com coquetéis molotov. Dimitri pode escolher não seguir as ordens de Reznov dependendo da decisão do jogador. Independente disso, os soldados soviéticos acabam matando os alemães rendidos, queimando-os vivos. A artilharia soviética atinge a rua e para escapar do fogo amigo, Reznov ordena que os soldados soviéticos entrem na estação U-Bahn e começam a lutar contra soldados alemães em torno das plataformas de trem, até que uma onda de água enche o túnel e Dimitri, incapaz de evitar a onda que se aproxima, quase se afoga.
Em 30 de abril de 1945, Reznov arrasta um Dimitri atordoado para fora da estação U-Bahn para se reagrupar com a infantaria soviética em uma rua nas proximidades do Palácio do Reichstag, que está quase em ruínas. Reznov conversa com Chernov afirmando que ninguém irá ler seu diário e o repreende por não ter coragem o suficiente para "lutar pela sua pátria", e que ele ao menos demostre coragem para morrer por ela, dando a ele o papel de porta-bandeiras. O comissário Markhov emite as ordens aos homens de Reznov de cima de um tanque alemão destruído enquanto a artilharia soviética na rua dispara incessantemente para o prédio do Reichstag. O Exército Vermelho em seguida avança para o pátio do palácio enfrentando uma resistência desesperadora dos alemães. Durante o assalto na entrada do palácio, Chernov é gravemente queimado por um soldado alemão com lança-chamas e está implícito a morrer, Reznov obtém o seu diário e diz que; "alguém precisa ler isso", contrariando o que ele disse no início da missão. No início da próxima missão, é ouvido um monólogo do diário de Chernov, onde ele cita as ações de Dimitri, celebrado por Reznov como um herói, dependendo das decisões do jogador durante toda a campanha soviética. Se o jogador agiu com bom senso e foi pacífico durante os combates, Chernov irá elogia-lo. Se o jogador agiu com violência fuzilando feridos e prisioneiros e participando dos massacres e crimes de guerra promovidos pela vingança de Reznov, Chernov irá despreza-lo, embora haja uma terceira citação mais neutra.
A missão dentro do Reichstag começa com os soldados soviéticos restantes entrando no palácio e lutando em cada compartimento contra os últimos defensores inimigos, incluindo o grande salão de discursos que conta com vários assentos e que ostenta o grande emblema da águia – um dos símbolos do Terceiro Reich (o jogador pode destruir o emblema após ordens de Reznov). Os soviéticos chegam ao último piso. O porta-bandeiras é morto e este papel é dado a Dimitri. Depois de um confronto final para alcançar a bandeira nazista no topo do palácio, Dimitri é baleado por um soldado alemão moribundo, Reznov chega e mata o soldado inimigo com um facão. Embora esteja baleado e ferido, Dimitri consegue hastear a bandeira soviética no topo do Reichstag seguido por coros de vitória dos soldados do Exército Vermelho. A bandeira da União Soviética no topo do Reichstag simbolizou o fim da Batalha de Berlim e da Segunda Guerra Mundial na Europa.

#### Créditos
Perto dos créditos finais em uma breve cutscene, é reproduzida uma fala do presidente americano Harry S. Truman (sucessor de Franklin D. Roosevelt) após o fim da guerra na Europa, com cenas reais de Paul Tibbets em seu bombardeiro B-29 Enola Gay e o bombardeio nuclear sobre Hiroshima, seguido por um discurso do general Douglas MacArthur durante a Rendição do Japão. Antes dos créditos é mostrado uma nota da Treyarch com os dizeres: 
| “ | 60 million lives were lost as a result of World War II. It was the most destructive and deadly conflict in human history. 60 milhões de vidas foram perdidas como resultado da Segunda Guerra Mundial. Foi o conflito mais destrutivo e mortal da história humana. | ” |

## Multijogador
A experiência multijogador de Call of Duty: World at War lembra a estabelecida em Call of Duty 4: Modern Warfare. Todas as versões do jogo usam um sistema semelhante de vantagens e classificação e apresenta seis modos multijogador, incluindo team deathmatch e capture the flag. Existem três "recompensas killstreak" que podem ser usadas para mudar o rumo da batalha: um avião de reconhecimento, mostrando os jogadores adversários no mini-mapa; um ataque de artilharia sobre uma área; e cães de ataque, que geram e atacam jogadores adversários. Estes são ganhos com 3, 5 e 7 mortes, respectivamente. Eles estão disponíveis em todos os modos de jogo, exceto sobrevivência em equipe, e não podem ser editados.
O jogo também apresenta um modo jogabilidade cooperativa com até dois jogadores via tela dividida em consoles, ou quatro jogadores online, pela primeira vez no franquia. A versão Wii do jogo não inclui co-op online, mas dois jogadores podem jogar através de um modo "squadmate co-op", que permite que ambos os jogadores experimentem o jogo através da mesma tela e ponto de vista.

## Desenvolvimento
Call of Duty: World at War foi anunciado em 23 de junho de 2008 pela Activision, que confirmou que o jogo seria lançado no outono de 2008 e que a série voltaria ao seu cenário habitual da Segunda Guerra Mundial. O jogo levou cerca de dois anos para ser feito, duas vezes mais comparado ao título anterior da Treyarch para a série, Call of Duty 3. O jogo é alimentado por uma versão melhorada do motor IW engine de Call of Duty 4: Modern Warfare, com várias melhorias feitas para o modelo físico. Os ambientes são mais destrutíveis e podem ser incendiados com o lança-chamas, cujo fogo se propaga. Desmembramentos, bem como pele realista e queima de roupas dos personagens foram adicionados.
Não muito tempo depois, a Treyarch lançou as ferramentas de modificação para Call of Duty: World at War. Essas ferramentas foram as mesmas usadas para criar todos os outros jogos da série Call of Duty, mas com pequenas alterações de versão para versão, que podem ser baixadas online. Kiefer Sutherland  e Gary Oldman foram escolhidos como  dubladores para o jogo. Sutherland dubla o narrador e líder de esquadrão da campanha americana, Sargento Roebuck, enquanto Oldman dubla o da campanha soviética, Sargento Reznov. Uma réplica em tamanho real de um PBY Catalina foi construída para uso de em motion capture.

### Áudio
A música de Call of Duty: World at War foi composta por Sean Murray. Ele havia trabalhado com Brian Tuey, diretor de áudio da Treyarch, em True Crime: New York City, a sequência de True Crime: Streets of LA. Murray disse que Tuey "sabia que eu traria uma nova abordagem para Call of Duty: World at War". Adam Levenson, o diretor de áudio da Activision, foi chamado para ajudá-los. Murray disse que queria tornar a música mais divertida e intensa, mas também "um caminho musical específico que segue a psique da jogabilidade".
A nova tecnologia de oclusão, que altera o som feito por objetos próximos dependendo de objetos bloqueando seu caminho, por exemplo: paredes, foi adicionado a World at War. O jogo tem vários níveis de som "abafado" dependendo dos objetos que percorre, por exemplo, um som mais abafado através de uma parede grossa em comparação com um som levemente abafado através de uma parede fina e curta.

## Marketing
O primeiro trailer do jogo estreou no Xbox Live em 21 de junho de 2008, e chegou no PlayStation Network cinco dias depois. Uma versão beta do modo multiplayer online do jogo foi lançada para o Xbox 360 em 10 de outubro de 2008. Uma versão para PC da versão beta foi lançada posteriormente em 28 de outubro, 2008. Aqueles que pré-encomendaram o jogo na GameStop e EB Games na Austrália ou na América do Norte ou que são membros do site oficial Call of Duty receberam códigos que lhes permitiram baixar as duas versões beta do jogo. Coincidindo com o lançamento do jogo, McFarlane Toys produziu quatro action figures. Três são diferentes variedades de infantaria do Corpo de Fuzileiros Navais dos Estados Unidos, e o quarto é um soldado britânico de Operações Especiais.
Uma edição de colecionador de World at War foi lançada em 11 de novembro de 2008 na América do Norte e 14 de novembro de 2008 na Europa.[carece de fontes?] Inclui vários itens de bônus, entre eles um cantil de aço inoxidável impresso com o logotipo da série Call of Duty e uma lata de armazenamento de metal. A edição de colecionador também dá ao jogador acesso a uma arma desbloqueável e a oportunidade de ganhar o dobro de pontos de experiência no modo multiplayer online, bem como uma tag de clã especialmente colorida para indicar o status VIP do jogador. Esta edição do jogo está disponível apenas para as plataformas Microsoft Windows e Xbox 360.

### Conteúdo para download
Em 26 de fevereiro de 2009, uma atualização foi disponibilizada para as versões de Xbox 360 e PlayStation 3, bem como a adição de um novo mapa multiplayer, Makin Day. A atualização incluiu várias correções de bugs que removeram falhas em vários mapas multijogador e movimentos de jogadores, além de fornecer mais informações na exibição de estatísticas. O mapa Makin Day foi lançado para Microsoft Windows em 6 de fevereiro de 2009, no patch 1.2 para download. O Makin Day tem um layout semelhante ao mapa Makin existente, mas inclui mudanças sutis, como a luz do dia, refletida na maré sendo ao longo da costa, bem como algumas áreas reformuladas do mapa.
Em 18 de março de 2009, Activision e Treyarch anunciaram que conteúdo para download (DLC) estava em desenvolvimento para World at War, intitulado Map Pack 1. Esta primeira parcela do DLC foi lançado em 19 de março de 2009, para PlayStation 3 e Xbox 360, enquanto a versão para Windows recebeu o DLC posteriormente. O pacote de mapas inclui três novos mapas multiplayer e um novo mapa Nazi Zombies, intitulado "Zombie Verrückt". O mapa é baseado no mapa multiplayer Asylum, por sua vez baseado no asilo na missão de campanha Ring of Steel. O mapa inclui novas armas e power-ups destinados a expandir a experiência. Os jogadores podem ligar um gerador de energia que reúne os dois lados do mapa e habilita máquinas "Perk-a-Cola", que foram apresentadas em todos os mapas subsequentes do modo zombies. O novo mapa multiplayer chamado "Nightfire" acontece à noite nas ruas de um bombardeio- área de Berlim. O mapa "Knee Deep" está na selva de Peleliu e contém cabanas e riachos fortificados. "Station" está localizada em uma estação de trem subterrânea em ruínas em Berlim, com vagões de metrô e passagens escondidas.
Em 30 de abril de 2009, a Activision e a Treyarch anunciaram o Map Pack 2, que foi lançado em 11 de junho. O Map Pack 2 contém quatro mapas multiplayer adicionais. "Shi No Numa" é um novo mapa no modo cooperativo Nazi Zombies, ambientado em um pântano enevoado cercado por selva. Novos recursos incluem hellhounds flamejantes, a arma Wunderwaffe DG-2 e dez novas conquistas/troféus. O mapa também introduziu quatro novos personagens jogáveis que apareceram em vários mapas subsequentes de zombies: Tank Dempsey U.S.M.C, Nikolai Belinski do Exército Vermelho, Doutor Nazista Edward Richtofen e Takeo Masaki do Exército Imperial Japonês. O mapa multiplayer "Banzai" se passa em uma selva com uma ponte sobre o rio, aldeias, uma cachoeira e cavernas escondidas. O mapa "Corrosion" é ambientado em um pátio de trem degradado na Rússia, com oleodutos quebrados e vagões de trem. O mapa "Sub Pens" está localizado em uma base submarina japonesa bombardeada com chuva forte.
Em 20 de julho de 2009, a Activision e a Treyarch anunciaram o Map Pack 3, que foi lançado em 6 de agosto de 2009. Este DLC também consiste em três novos mapas multiplayer e um novo mapa Nazi Zombies. Os três mapas multiplayer são "Battery", que se passa em uma bateria de artilharia costeira abandonada do Pacífico; "Breach", que se passa nas ruas superlotadas de Berlim, na Alemanha, perto do Portão de Brandemburgo; e "Revolution", que se baseia em uma cidade industrializada da Rússia. O novo mapa Nazi Zombies, "Der Riese", que é baseado em uma fábrica onde o "elemento 115" está sendo processado e usado para construir teletransportadores e outros dispositivos misteriosos, como como o "Pack-a-Punch Machine", que atualiza armas, como o Wunderwaffe DG-2. Novas armas, como Monkey Bombs, também foram adicionadas. Este mapa também introduziu a história oficial do modo Zumbis, que continua em Call of Duty: Black Ops.

## Nazi Zombies
Todas as versões principais de World at War (com exceção daquela para o Wii) apresentam o minigame Nazi Zombies. Esta é a primeira vez que o modo zombies apareceu na série Call of Duty. Para jogar o modo, a campanha deve ser concluída. O modo consiste de 1 a 4 jogadores lutando contra um número ilimitado de ondas de zumbis nazistas. Os jogadores podem trabalhar em conjunto com outras pessoas para matar os zumbis em um modo "co-op" (cooperativo) offline ou online. Os jogadores ganham pontos ferindo ou matando os zumbis ou consertando janelas fechadas, que são usadas para remover bloqueios dentro do bunker e ter acesso a armas mais úteis do que a pistola M1911 inicial e desbloqueando mais salas. Zumbis continuamente quebram as janelas para entrar e derrubar os jogadores; quando todos os jogadores são feridos o suficiente para cair, o jogo acaba. Três mapas extras para Nazi Zombies foram adicionados com os pacotes de mapas de World at War.

## Outras versões

### Nintendo DS
Call of Duty: World at War foi lançado para o Nintendo DS em 11 de novembro de 2008 na América do Norte, e em 14 de novembro na Europa. Foi publicado pela Activision e desenvolvido pela n-Space, que usou o mesmo motor de jogo de seu título anterior, Call of Duty 4: Modern Warfare para o console portátil. Os cenários do jogo também são baseados no Guerra do Pacífico e na frente europeia, com campanhas americanas, britânicas e soviéticas. Até quatro jogadores podem ser suportados online com quatro tipos diferentes de jogo, bem como vantagens e classificações. Comparado com Modern Warfare DS, ele melhorou a geometria de nível, tem sprints e agachamentos mais responsivos e armas modeladas em 3D em vez de 2D. No entanto, o lança-chamas, que é novo na série, é renderizado com sprites em 2D. A taxa de quadros está um pouco abaixo de 30. Os jogadores podem desarmar minas e enviar código Morse com a tela sensível ao toque, além de usar morteiros, uma arma antiaérea de um navio de guerra, paraquedismo e armas montadas. Há também um modo de tanque que permite ao jogador girar a arma principal e disparar tiros de metralhadora ao mesmo tempo.

### PlayStation 2
A versão de PlayStation 2 intitulada Call of Duty: World at War – Final Fronts difere significativamente das versões principais. Desenvolvido pela Rebellion Developments, apresenta 13 missões definidas na Segunda Guerra Mundial em três campanhas diferentes. As missões variam de combates com infantaria, infiltração, franco-atiradores, assaltos em larga escala, combates noturnos e combates com tanques. A campanha americana no Pacífico segue Joe Miller e o esquadrão de marines presente em World at War, mas aqui Miller é da 2ª Divisão de Fuzileiros Navais em vez da 1ª, e participa das principais batalhas históricas envolvendo a 2ª Divisão no Pacífico. A campanha na Frente Ocidental da Europa inclui a perspectiva do soldado de infantaria Lucas Gibson, da 80ª Divisão de Infantaria americana, com suas missões durante a Batalha do Bulge em Luxemburgo e o avanço final na Áustria. Em outra perspectiva, o jogador controla Pvt. Tom Sharpe da 6ª Divisão Aerotransportada britânica durante o alívio de Bastogne e seu avanço através do Rio Reno para o interior da Alemanha. O jogo inclui duas missões usando o lança-chamas e uma missão de tanque, no entanto, a última permite que o jogador controle apenas a torreta e a metralhadora do tanque e realize disparos contra tanques inimigos. A missão de tanque é da perspectiva de um artilheiro de tanque M4 Sherman chamado Alex. Final Fronts não possui multiplayer online nem o modo Nazi Zombies.

### Versões para iPhone, iPod Touch e iPad
Call of Duty: World at War Zombies foi lançado para o iPhone e iPod Touch em 16 de novembro de 2009, distribuído pela Activision, e desenvolvido pela Treyarch e Ideaworks. O jogo é baseado no modo Nazi Zombies de Call of Duty: World at War, e apresenta um mapa tutorial e os mapas "Nacht der Untoten", "Shi No Numa" e "Der Riese", com o mapa para download "Zombie Verrückt". Em 2010, uma versão HD para iPad foi lançada com gráficos aprimorados e o mapa "Zombie Verrückt" grátis para jogar sem comprar, mas sem os mapas "Shi No Numa" e "Der Riese". O jogo foi removido da loja de aplicativos em 2018.

### Versão do Windows Mobile
Call of Duty: World at War foi lançado para Windows Mobile. No entanto, o jogo apresenta um gênero run and gun semelhante ao Commando da Capcom em vez de um jogo de tiro em primeira pessoa, possui enredo diferente e um conjunto diferente de personagens. O jogo foi desenvolvido por Glu Mobile e publicado por Activision.

## Recepção

### Resposta da crítica
Call of Duty: World at War recebeu críticas "geralmente positivas", de acordo com agregador de reviews Metacritic. Descrevendo o jogo como um todo, a GameSpot afirmou que, ao retornar ao cenário da Segunda Guerra Mundial, "World at War alcança grandeza, mas fica aquém da excelência." A IGN concluiu que World at War era um "shooter sólido e confiante com muito a oferecer do casual ao hardcore." No geral, o Official Xbox Magazine descreveu o jogo como sendo mais um pacote de expansão da série Call of Duty em vez de um jogo completo.
A IGN aplaudiu a desenvolvedora Treyarch por sua decisão de encenar World at War no teatro do Pacífico da Segunda Guerra Mundial. A adição de um modo cooperativo também foi elogiada por ajudar a aumentar a "rejogabilidade" do jogo, e o modo multiplayer foi descrito como "definitivamente uma área onde World at War brilha." Alguns pontos positivos observados pela GameSpot incluem o "diálogo bem atuado" dos personagens Roebuck e Reznov, bem como a sólida e rápida campanha single-player/co-op."
A IGN criticou que o escopo da campanha prejudicou a continuidade da trama, com algumas missões ocorrendo vários anos após outras e atrapalhando o fluxo da narrativa. Para o Oficial Xbox Magazine, a principal crítica foi que a Treyarch não havia expandido o sucesso de Call of Duty 4: Modern Warfare, mas, em vez disso, havia criado uma "sequência segura" que usava elementos de Call of Duty 4, mas acrescentou "nada digno de nota." Outras falhas apontadas pelo revisor incluíram a falta de entusiasmo no enredo da campanha e as poucas diferenças entre as missões do teatro do Pacífico e missões europeias, afirmando que "você poderia estar marchando por outra cidade europeia com muito mais árvores." "E a mecânica de jogo déjà vu", também implicando sua semelhança com os outros jogos da série Call of Duty. 1UP.com afirmou que os temas de horror do jogo é "quase demais às vezes".
A GameSpot elogiou o retrato mais sombrio e corajoso dos cenários da Segunda Guerra Mundial. A 1UP.com observou o aumento significativo da violência gráfica e do gore como uma melhoria positiva no realismo dizendo: "Enquanto os inimigos morriam em massa nas edições anteriores, desmembramento e sangue eram essencialmente inexistentes. Esse não é mais o caso - aqui, as pernas são cortadas, homens gritam de agonia quando procuram partes do corpo perdidas, e gotas de sangue voam quando balas perfuram a carne." e que "World at War retrata o horror da Segunda Guerra Mundial com mais precisão do que nunca..."

### Vendas
Call of Duty: World at War foi o segundo jogo mais vendido em novembro de 2008 nos Estados Unidos, vendendo mais de 1,41 milhão de unidades. As versões Xbox 360 e PlayStation 3 foram o segundo e nono jogo mais vendido de dezembro de 2008 nos Estados Unidos, vendendo mais de 1,33 milhão e 533.000 cópias respectivamente. A versão do Xbox 360 foi o sexto jogo mais vendido de 2008, vendendo mais de 2,75 milhões de cópias. A versão do Wii foi classificada como a 19ª jogo mais vendido e o sétimo jogo de Wii mais vendido de dezembro de 2008 nos Estados Unidos. O jogo despertou interesse particular no Reino Unido, onde dobrou a quantidade de vendas na primeira semana em comparação com Modern Warfare no PS3 e Xbox 360. Ele também se tornou o terceiro videogame mais vendido no Reino Unido atrás de Grand Theft Auto IV e Grand Theft Auto: San Andreas. A versão Xbox 360 de World at War recebeu um prêmio de vendas "Double Platinum" da Entertainment and Leisure Software Publishers Association (ELSPA), indicando vendas de pelo menos 600.000 cópias no Reino Unido. A ELSPA concedeu ao lançamento do PlayStation 3 uma certificação "Platinum" para vendas de pelo menos 300.000 cópias na região. Em novembro de 2013, o jogo vendeu 15,7 milhões de cópias.